# Comet (hop)
Comet is een hopvariëteit, gebruikt voor het brouwen van bier.
Deze hopvariëteit is een “bitterhop”, bij het bierbrouwen voornamelijk gebruik voor zijn bittereigenschappen. Deze variëteit werd in 1961 op de markt gebracht en in 1980 bestond 1% van de totale hopproductie in de Verenigde Staten uit deze variëteit. Door de opkomst van de superalfahop verminderde de vraag en tegenwoordig wordt deze variant commercieel niet meer verbouwd.

## Kenmerken
- Alfazuur: 9,4 – 12,4%
- Bètazuur: 3 – 6,1%
- Eigenschappen: